# ウィリー・ファルク・ハンセン
ウィリー・ファルク・ハンセン（Willy Falck Hansen、1906年4月4日 - 1978年3月18日）は、デンマーク、ヘルシンゲル出身の自転車競技（トラックレース）選手。

## 経歴
1923年
- デンマーク選手権 アマスプリント 優勝

1924年
- パリオリンピック・タンデムスプリント 2位（+ エドムンド・ハンセン）

1926年
- デンマーク選手権 アマスプリント 優勝

1927年
- トラックレース世界選手権 アマスプリント 2位
- デンマーク選手権 アマスプリント 優勝

1928年
- アムステルダムオリンピック
  -  1kmタイムトライアル 優勝(1kmの距離におけるタイムトライアルの五輪初代優勝者）
  -  スプリント 3位
- トラックレース世界選手権 アマスプリント 優勝
- デンマーク選手権 アマスプリント 優勝

1929年、プロ転向   
- デンマーク選手権 
  - プロスプリント 優勝
  - プロ1kmTT 優勝

1930年
- デンマーク選手権 
  - プロスプリント 優勝
  - プロ1kmTT 優勝

1931年
- トラックレース世界選手権 プロスプリント 優勝
- デンマーク選手権 
  - プロスプリント 優勝
  - プロ750mTT 優勝
- グランプリ・ド・コペンハーゲン 優勝

1933年
- デンマーク選手権 
  - プロスプリント 優勝
  - プロ750mTT 優勝
- グランプリ・ド・コペンハーゲン 優勝

1934年
- デンマーク選手権 
  - プロスプリント 優勝
  - プロ750mTT 優勝
- コペンハーゲン6日間レース 優勝（+ フィクトル・ラウシュ）

1935年
- デンマーク選手権 
  - プロスプリント 優勝
  - プロ1kmTT 優勝

1936年
- デンマーク選手権 
  - プロスプリント 優勝
  - プロ1kmTT 優勝
- プロ10km 優勝

1937年
- デンマーク選手権 
  - プロスプリント 優勝
  - プロ1kmTT 優勝

1938年
- デンマーク選手権 
  - プロスプリント 優勝
  - プロ1kmTT 優勝

1939年
- デンマーク選手権 プロスプリント 優勝

1940年
- デンマーク選手権 プロスプリント 優勝
- グランプリ・ド・コペンハーゲン 優勝

1941年
- デンマーク選手権 プロスプリント 優勝
- グランプリ・ド・コペンハーゲン 優勝

1943年
- デンマーク選手権 プロスプリント 優勝

1945年
- グランプリ・ド・コペンハーゲン 優勝

1950年、引退。